# Cadrema marginellus
Cadrema marginellus är en tvåvingeart som först beskrevs av Frey 1923.  Cadrema marginellus ingår i släktet Cadrema och familjen fritflugor. Inga underarter finns listade i Catalogue of Life.